# Noud Heerkens
Arnoldus Cornelis Josephus (Noud) Heerkens (Tilburg, 11 januari 1915 – aldaar, 10 mei 2009) was een Nederlandse architect.
Heerkens was de zoon van een aannemer. Hij zette zijn eerste ontwerp in 1933 op papier, toen hij een tekening van zijn broer Kees voor de bouw van vijf middenstandswoningen voltooide. 
Hij heeft naar schatting vierduizend projecten uitgevoerd in Tilburg en de regio. Bekend werd hij door het ontwerp van een school (de voormalige Paschalisschool aan het Lourdesplein), een kruisgebouw aan de Lage Witsiebaan en het wooncomplex De Klinkert aan de Reitse Hoevenstraat. Voor zichzelf ontwierp hij een markant woonhuis aan de Lourdesstraat, in 2018 aangewezen als gemeentelijk monument. Verder was hij de architect van enkele boerderijen in Oirschot.
Als lid van de werkgroep Binnenstad stond hij kritisch tegenover de vernieuwingsdrang van het stadsbestuur, op gang gebracht door de toenmalige burgemeester Becht. “Nieuwbouw moet niet concurreren met het oude of dat zelfs ontkennen, zoals nu vaak het geval is, maar daar harmonieus op aansluiten,” was zijn opvatting. “De eeuwenoude agrarische structuren zouden leidraad moeten zijn bij nieuwbouwprojecten.”
Ook was hij lid van de gemeentelijke monumentencommissie. Op maatschappelijk vlak was hij actief in de Sint-Vincentiusvereniging en de padvinderij.
Hij was vader van tien kinderen, onder wie filmmaker Noud Heerkens.